# 呂号第六十潜水艦
| 画像をアップロード |                                                                |
| 艦歴               |                                                                |
| 計画               | 大正7年度計画（八六艦隊案）                                    |
| 起工               | 1921年12月5日                                                  |
| 進水               | 1922年12月20日                                                 |
| 就役               | 1923年9月17日                                                  |
| その後             | 1941年12月31日海没処分                                         |
| 除籍               | 1942年1月10日                                                  |
| 性能諸元           |                                                                |
| 排水量             | 基準：988トン 常備：1,060.3トン 水中：1,301トン                |
| 全長               | 76.20m                                                         |
| 全幅               | 7.38m                                                          |
| 吃水               | 3.96m                                                          |
| 機関               | ヴィッカース式ディーゼル2基2軸 水上：2,400馬力 水中：1,600馬力 |
| 速力               | 水上：15.7kt 水中：8.6kt                                       |
| 航続距離           | 水上：10ktで5,500海里 水中：4ktで80海里                        |
| 燃料               | 重油                                                           |
| 乗員               | 48名                                                           |
| 兵装               | 40口径8cm単装砲1門 53cm魚雷発射管 艦首6門 魚雷12本             |
| 備考               | 安全潜航深度：60m                                              |

呂号第六十潜水艦（ろごうだいろくじゅうせんすいかん）は、日本海軍の潜水艦。呂六十型潜水艦（L4型）の1番艦。竣工時の艦名は第五十九潜水艦。

## 艦歴
- 1921年（大正10年）12月5日 - 三菱神戸造船所で起工。
- 1922年（大正11年）12月20日 - 進水
- 1923年（大正12年）9月17日 - 竣工。第五十九潜水艦と命名。
- 1924年（大正13年）2月9日 - 第72潜水艦と共に第26潜水隊を編成[2]。
  - 11月1日 - 呂号第六十潜水艦に改名。
- 1928年（昭和3年）2月10日 - 予備艦となる[2]。
- 1934年（昭和9年）6月1日 - 予備艦、佐世保鎮守府特別保存艦となる[2]。
- 1938年（昭和13年）6月1日 - 艦型名を呂六十型に改正[3]。
- 1941年（昭和16年）12月8日 - 第七潜水戦隊（司令官大西新蔵少将）、第26潜水隊所属として、クェゼリンで待機[4]

12月18日にクェゼリンを出航し、第二次ウェーク島攻略作戦に参戦。12月21日、ウェーク島上陸地点偵察中に敵機の攻撃により損傷し、潜航困難となった。
12月29日午前2時、クェゼリン環礁北端（ルオット島南東方向14浬地点で座礁。艦位誤差、疲労、潮流および天候による）。船体を損傷。浸水と塩素ガス発生により乗組員は艦橋に退避。 潜水母艦「迅鯨」（第七潜水戦隊旗艦）が救難に向かい、同日13時に現場に到着。しかし離礁不可能として救難作業は12月31日12時に打ち切られ、その後「呂60」は船体を切断し海没処分となった。藤森艦長以下乗員66名全員は「迅鯨」に移乗。

## 歴代艦長
※『艦長たちの軍艦史』461-462頁による。階級は就任時のもの。

### 艤装員長
- 横山菅雄 少佐：1923年3月10日 - 1923年9月17日[8]

### 艦長
- （兼）横山菅雄 少佐：1923年3月10日 - 1923年9月17日[8]
- 横山菅雄 少佐：1923年9月17日[8] - 1923年10月15日[9]
- （心得）平岡粂一 大尉：1923年10月15日 - 1923年12月1日
- 平岡粂一 少佐：1923年12月1日 - 1924年10月20日
- 八代祐吉 大尉：1924年10月20日 - 1925年7月21日
- 三輪茂義 少佐：1925年7月21日 - 1925年12月1日
- 大橋龍男 少佐：1925年12月1日 - 1926年8月25日
- 金桝義夫 少佐：1926年8月25日 - 1928年2月10日
- （兼）今和泉喜次郎 大尉：1928年2月10日[10] - 1928年9月20日[11]
- 鶴岡信道 少佐：1928年9月20日 - 1929年9月5日
- 竹崎馨 大尉：1929年9月5日 - 1931年12月1日
- 植村庭三 少佐：1931年12月1日 - 1932年3月26日[12]
- （兼）鳥居威美 少佐：1932年3月26日[12] - 1932年4月18日[13]
- 堤繁春 大尉：1932年4月18日[13] - 1933年9月1日[14]
- 小野良二郎 少佐：1933年9月1日 - 1934年6月1日[15]
- 七字恒雄 少佐：1934年6月1日[15] - 1934年12月15日[16]
- 殿塚謹三 大尉：1934年12月15日[16] - 1935年11月15日[17]
- 伊豆寿市 少佐：1935年11月15日[17] - 1936年2月15日[18]
- 戸上一郎 大尉：1936年2月15日[18] - 1936年12月1日[19]
- 原田毫衛 少佐：1938年12月15日[20] - 1939年7月27日[21]
- 田岡清 大尉：1939年7月27日[21] - 1939年9月1日[22]
- 宇野乙二 少佐：1940年10月15日 - 1941年7月15日[23]
- 藤森康男 少佐：1941年7月15日 - 1942年1月15日[24]